# Gunjevci
Gunjevci (cyr. Гуњевци) – wieś w Bośni i Hercegowinie, w Republice Serbskiej, w gminie Kozarska Dubica. W 2013 roku liczyła 96 mieszkańców.